# Maunský průliv
Maunský průliv (chorvatsky Maunski kanal, italsky Canale di Maon) je mořský průliv v Chorvatsku.
Průliv prochází mezi ostrovy Škrda a Maun, které jej vymezují ze severozápadní strany, dále ostrova Pag od mysu Mišnjak až po mys Zaglav, který jej ohraničuje ze strany severovýchodní. Průliv se táhne ve směru severozápad-jihovýchod. Směrem k severozápadu vede ke Kvarnerským ostrovům. Na jihu končí u ostrova Veliki Brušnjak.
V období existence meziválečného Království Srbů, Chorvatů a Slovinců se průliv nacházel poblíž hranice s Itálií (ostrov Lošinj byl již italský), což vedlo k častým sporům mezi jugoslávskými a italskými rybáři. V současné době se zde kromě rybářství provozuje také chov škeblí.